# Tabanus herculeana
Tabanus herculeana är en tvåvingeart som först beskrevs av Günther Enderlein 1925.  Tabanus herculeana ingår i släktet Tabanus och familjen bromsar. Inga underarter finns listade i Catalogue of Life.